# Ewing Automobile Company
Ewing Automobile Company war ein US-amerikanischer Hersteller von Automobilen.

## Vorgeschichte
Im Dezember 1908 kündigte die Cleveland Auto Cab Company mit großen Worten an, ab dem Neujahrstag 1909 auf der 9. Internationalen Automobilshow in New York City, ein Fahrzeug zu präsentieren. Konstrukteur war Louis P. Mooers. Als Markenname war ursprünglich Geneva geplant, aber letztlich wurde Ewing gewählt. Namensgeber war Levi Edward Ewing, ein Investor in dem Unternehmen. Noch 1908 begann die Fahrzeugproduktion. Im ersten Jahr entstanden etwa 30 Fahrzeuge.

## Unternehmensgeschichte
Im Februar 1909 übernahm Ewing das Unternehmen und benannte es in Ewing Automobile Company um. Der Sitz war in Geneva in Ohio. Ein Problem bestand darin, geeignete Arbeitskräfte zu finden. Geneva war eine Kleinstadt, die wenig Abwechslung und kein Nachtleben bot. Pläne, das Werk nach Erie in Pennsylvania zu verlegen, wurden nicht durchgeführt. Im Oktober 1909 übernahm William Durant das Unternehmen und gliederte es in seine General Motors ein. Für 1909 sind 47 Fahrzeuge überliefert. Im Juni 1911 löste Durant das Unternehmen auf. Zu diesem Zeitpunkt befanden sich sechs unverkaufte Taxis im Werk.

## Fahrzeuge
Im Angebot standen überwiegend Taxis. Sie hatten einen Vierzylindermotor. 98,425 mm Bohrung und 107,95 mm Hub ergaben 3285 cm³ Hubraum und 24 PS Leistung. Das Fahrgestell hatte 274 cm Radstand. Neben den Taxis waren einige Fahrzeuge als Town Car karosseriert. Der Neupreis betrug 3000 US-Dollar.